# Nguyễn Văn Nam (Biên phòng)
Nguyễn Văn Nam là một sĩ quan cấp cao trong Quân đội nhân dân Việt Nam, hàm Thiếu tướng, nguyên là Phó Tư lệnh - Tham mưu trưởng Bộ đội Biên phòng Việt Nam.

## Binh nghiệp
Ông sinh năm 1959, quê ở Đức Thọ, Hà Tĩnh
Trước năm 2013, ông là Chỉ huy trưởng Bộ chỉ huy bộ đội biên phòng TP Hải Phòng.
Năm 2013, ông được bổ nhiệm giữ chức Phó Tư lệnh Bộ đội Biên phòng Việt Nam đồng thời được thăng quân hàm Thiếu tướng.
Tháng 10 năm 2015, ông được điều động chuyển sang làm Phó Tư lệnh kiêm Tham mưu trưởng Bộ đội Biên phòng Việt Nam.
Ngày 30 tháng 8 năm 2019, ông bàn giao nhiệm vụ Tham mưu trưởng cho Thiếu tướng Lê Đức Thái. Đồng thời, ông nghỉ chờ hưu.

## Tăng thưởng
- Huân chương Quân công hạng Ba (năm 2019)